# ウエストハートフォード (コネチカット州)
ウエストハートフォード（英: West Hartford）は、アメリカ合衆国コネチカット州のハートフォード郡にある町。人口は6万4083人（2020年）。州都ハートフォードのパリッシュ（地区）だったが、1854年に町として法人化された。
ハートフォード市の郊外部では内側の環状地にあり、高級住宅が多い。町の中心街は「ウェストハートフォード・センター」と呼ばれる。この地域はファーミントン・アベニューと南北のメインストリートを中心にし、17世紀終盤から地域社会の中心になっている。2008年にこの地域にブルーバック広場が新しく追加された。
2010年、雑誌「キプリンガーズ・パーソナル・ファイナンス」が、「家族を育てるために最適な都市10傑」の1つにウェストハートフォードを挙げた。同じく2010年、「キプリンガー」の「次の10年間で有望な都市10傑」では第9位になっていた。やはり2010年、CNNの雑誌「マネー」では、アメリカの良好な小都市の第55位に挙げていた。同年、オンライン・マガジンの「Travelandleisure.com」は、国内でも「格好いい」郊外部10傑の1つに挙げた。同誌はファーミントン・アベニューに近いウェストハートフォード貯水池を「ウェストハートフォードのセントラル・パーク」と呼んでおり、「最先端を行くレストラン、ショッピングの機会が多いこと、駐車場が豊富にあることから、休暇を過ごすに適したホットスポット」とも表現していた。

## 地理
アメリカ合衆国国勢調査局に拠れば、町域全面積は22.3平方マイル (57.7 km2)であり、このうち陸地21.9平方マイル (56.8 km2)、水域は0.42平方マイル (1.1 km2)で水域率は1.91%である。
ウェストハートフォードの西側はロングアイランド湾からバーモント州境近くまで伸びる山岳性トラップロックの尾根である、メタコメット山地が並んでいる。その中でも著名な地形はタルコット山と、メトロポリタン地区に属する多くの高原貯水池であり、水源とレクリエーションの機会を提供している。全長51マイル (82 km) のメタコメット・トレイルがこの尾根を横切っている。町のウェブサイトでは、町内最高地点が標高778フィート (237 m) のタルコット山としている。町役場の標高は120フィート (37 m) である。
ウェストハートフォードの東は州都ハートフォード市に接し、その他にブルームフィールド町、ニューイントン町、ニューブリテン市、ファーミントン町、エイボン町と接している。ボストン市からは南西に約160 km、ニューヨーク市からは北東に192 kmにある。州間高速道路84号線が町内を南西から北東に通っている。

### 主要高規格道路
- アメリカ国道44号線
- 州間高速道路84号線/アメリカ国道6号線
- コネチカット州道9号線
- コネチカット州道4号線
- コネチカット州道71号線
- コネチカット州道173号線
- コネチカット州道185号線
- コネチカット州道189号線
- コネチカット州道218号線

## 人口動態
| ウェストハートフォードの人口推移 |        |
| 1850                             | 4,411  |
| 1860                             | 1,296  |
| 1870                             | 1,533  |
| 1880                             | 1,828  |
| 1890                             | 1,930  |
| 1900                             | 3,186  |
| 1910                             | 4,808  |
| 1920                             | 8,854  |
| 1930                             | 24,941 |
| 1940                             | 33,776 |
| 1950                             | 32,402 |
| 1960                             | 32,382 |
| 1970                             | 68,031 |
| 1980                             | 61,310 |
| 1990                             | 60,421 |
| 2000                             | 63,589 |
| 2010                             | 63,268 |
| 2020                             | 64,083 |

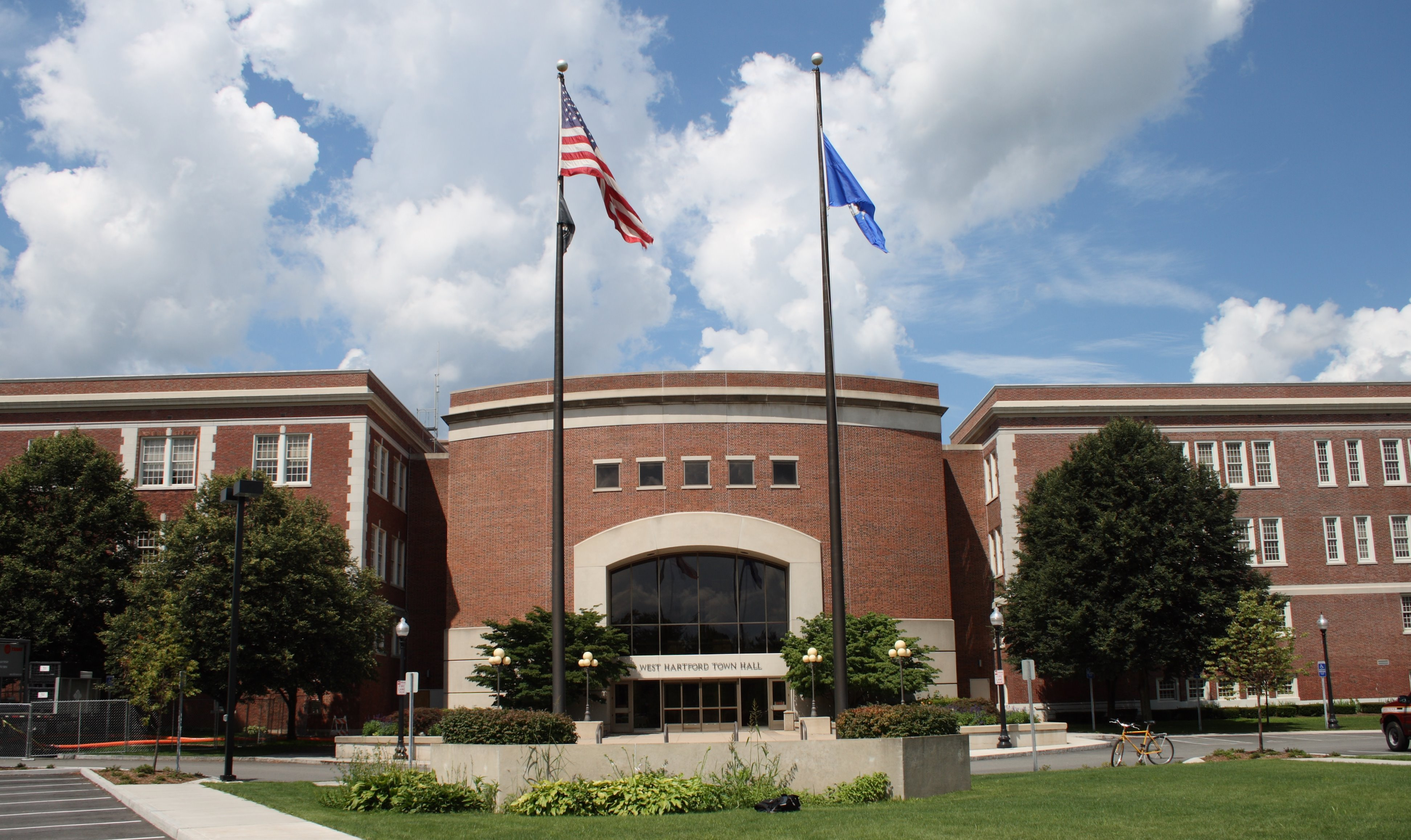
ウェストハートフォード町役場

以下は2010年国勢調査による人口統計データである。
| 基礎データ - 人口: 63,268 人 - 世帯数: 25,258 世帯 - 家族数: 16,139 家族 - 人口密度: 1,117.0人/km2（2,888.9 人/mi2） - 住居数: 25,332 軒 - 住居密度: 445.0軒/km2（1,152.3 軒/mi2） 人種別人口構成 - 白人: 79.6% - アフリカン・アメリカン: 6.3% - ネイティブ・アメリカン: 0.2% - アジア人: 7.4% - 太平洋諸島系: 0.03% - その他の人種: 3.8% - 混血: 2.7% - ヒスパニック・ラテン系: 9.8% 年齢別人口構成 - 18歳未満: 23.3% - 18-24歳: 9.8% - 25-44歳: 24.2% - 45-64歳: 28.1% - 65歳以上: 17.1% - 年齢の中央値: 42歳 - 性比（女性100人あたり男性の人口） - 総人口: 86.5 - 18歳以上: 82.2 | 世帯と家族（対世帯数） - 18歳未満の子供がいる: 30.5% - 結婚・同居している夫婦: 50.7% - 未婚・離婚・死別女性が世帯主: 10.3% - 非家族世帯: 36.1% - 単身世帯: 29.1% - 65歳以上の老人1人暮らし: 13.1% - 平均構成人数 - 世帯: 2.42人 - 家族: 3.06人 収入と家計（2011年推計値） - 収入の中央値 - 世帯: 80,061米ドル - 家族: 106,089米ドル - 性別 - 男性: 69,888米ドル - 女性: 56,162米ドル - 人口1人あたり収入: 45,453米ドル - 貧困線以下 - 対人口: 6.1% - 対家族数: 3.7% - 18歳未満: 5.3% - 65歳以上: 9.6% |

## 交通

### バス
市内をコネチカット交通ハートフォードが運行する幾つかのバス路線が通っている。バスの通る主な道路は、オールバニ・アベニュー（58系統）、ニューブリテン・アベニュー（37、39系統）、パーク通り（31、33系統）、ファーミントン・アベニュー（60、62、64、66系統）、アシラム・アベニュー（72系統）、ヒルサイド・アベニュー（63系統）、ブールバード/サウスクエーカーレーン（69系統）である。
ハートフォード・ニューブリテン・バスウェイの一部として、市内に以下のバス停を建設している。
- エルムウッド - ニューパーク・アベニューとニューブリテン・アベニューの角
- フラットブッシュ・アベニュー - フラットブッシュ・アベニューとニューパーク・アベニューの角

### 鉄道
アムトラックのハートフォード・ユニオン駅はファーミントン・アベニューを町の中心から約10分の距離にある。ウェストハートフォードでもニューヘイブン・ハートフォード・スプリングフィールド通勤鉄道のために、フラットブッシュ・アベニューとニューパーク・アベニューの角に新駅建設を検討中である。

## 経済

### 主要雇用主
町の2010年包括的財務報告書に拠れば、郡内の主要雇用主は次の通りである。
| 順位 | 雇用主                                     | 従業員数    |
| ---- | ------------------------------------------ | ----------- |
| 1    | ウェストハートフォード町                   | 1,000–2,000 |
| 2    | ハートフォード大学                         | 1,000–2,000 |
| 3    | ヘブルー・ヘルスケア                       | 500–999     |
| 4    | ワイアモールド                             | 500–999     |
| 5    | グッドリッチ                               | 250–499     |
| 6    | コネチカット大学                           | 250–499     |
| 7    | アメリカン・メディカル・レスポンス         | 250–499     |
| 8    | ザ・チーズケーキ・ファクトリー             | 250–499     |
| 9    | セントメアリー・ホーム                     | 250–499     |
| 10   | コルト・マニュファクチャリング・カンパニー | 250–499     |
| 11   | イームコ・インプルーブメント LLC           | 35-50       |

## 教育機関
2006年、雑誌「マネー」がアメリカ合衆国の中で最も教育の行き届いた町第10位にウェストハートフォードを挙げた。これは町の住人の中で卒業率や専門学位の保持率を元に計算したものだった。2006年の「コネチカット・マガジン」は、コネチカット州の人口5万人以上の市町の中でウェストハートフォードの公共教育を上位3位の中に入れた。上位に来たのはグリニッジ町とフェアフィールド町だった。

### 公立学校

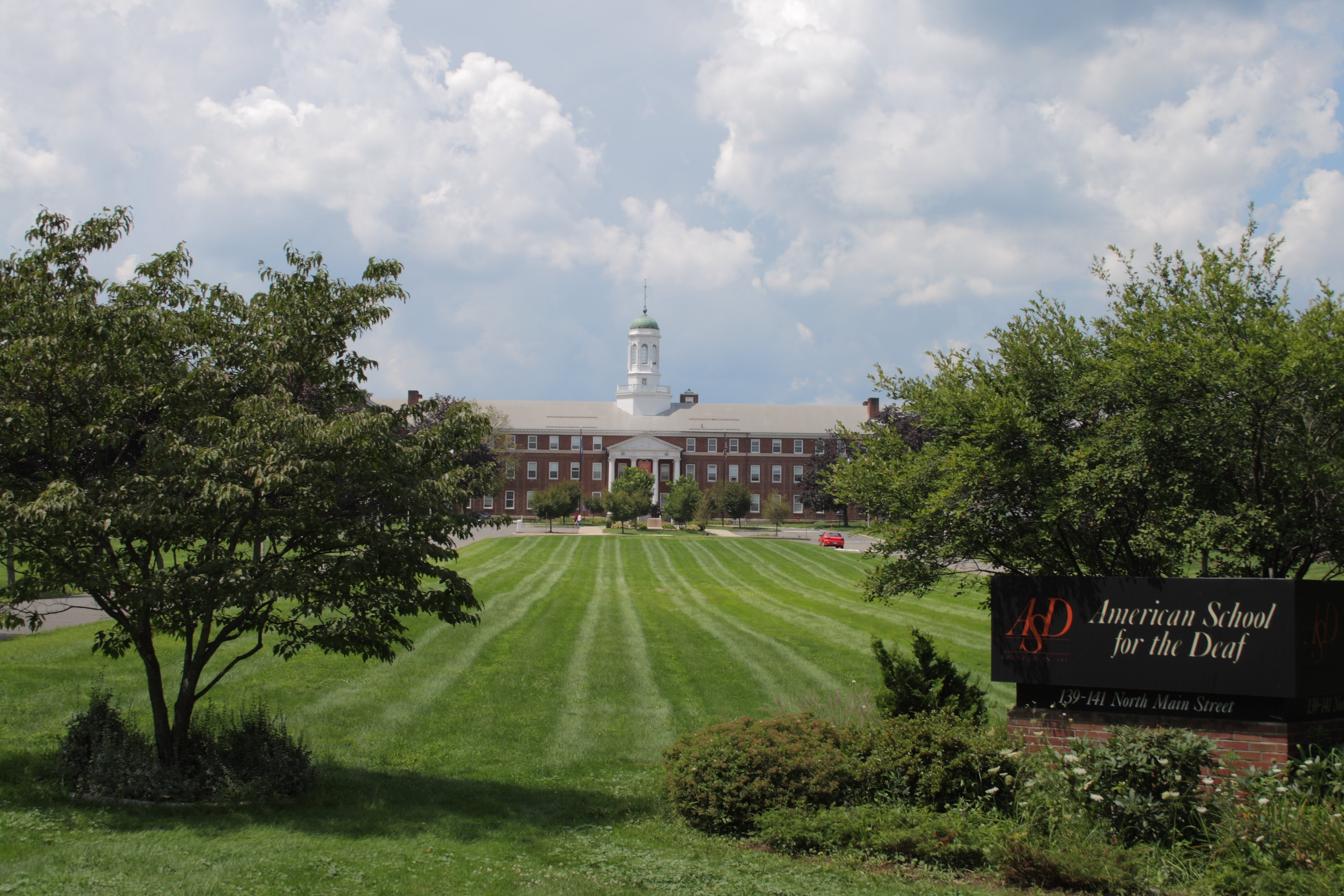
アメリカン聾学校

町内には公立高校としてコナード高校とホール高校の2校がある。ウェストハートフォード公共教育学区の中に小学校11校、中学校3校がある。

### 私立学校
- セントトマス使徒小学校
- セントティモシー中学校
- ノースウエスト・カトリック高校
- セントブリジッド小学校
- アメリカン聾学校
- キングスウッド・オックスフォード学校
- レンブルック学校
- ヘブルー・ニューイングランド高校
- ソロモン・シェッチャー・デイスクール
- ジャーマン・コネチカット・スクール

### 高等教育機関s
町内には以下の高等教育機関がある。
- ハートフォード大学
- セントジョセフ大学
- コネチカット大学大ハートフォード・キャンパス

## メディア
印刷物
- 「ジューイッシュ・レッジャー」、週刊紙
- 「ウェストハートフォード・ライフ」、月刊紙
- 「ウェストハートフォード・ニューズ」、週刊紙
- 「ウェストハートフォード・プレス」、週刊紙

ラジオ
- WCCC (AM)
- WWUH
- WNPR、公共放送

テレビ
- ウェストハートフォード・コミュニティ・テレビ[15]
- WVIT

## ユーティリティ
- 電力: コネチカット電燈電力
- 水道: メトロポリタン地区コミッション
- 天然ガス: コネチカット天然ガス
- 電話、ADSL/光ファイバー・インターネット、IPTV テレビ: AT&T
- ケーブルテレビ/ケーブル・インターネット: コムキャスト

## 著名な出身者

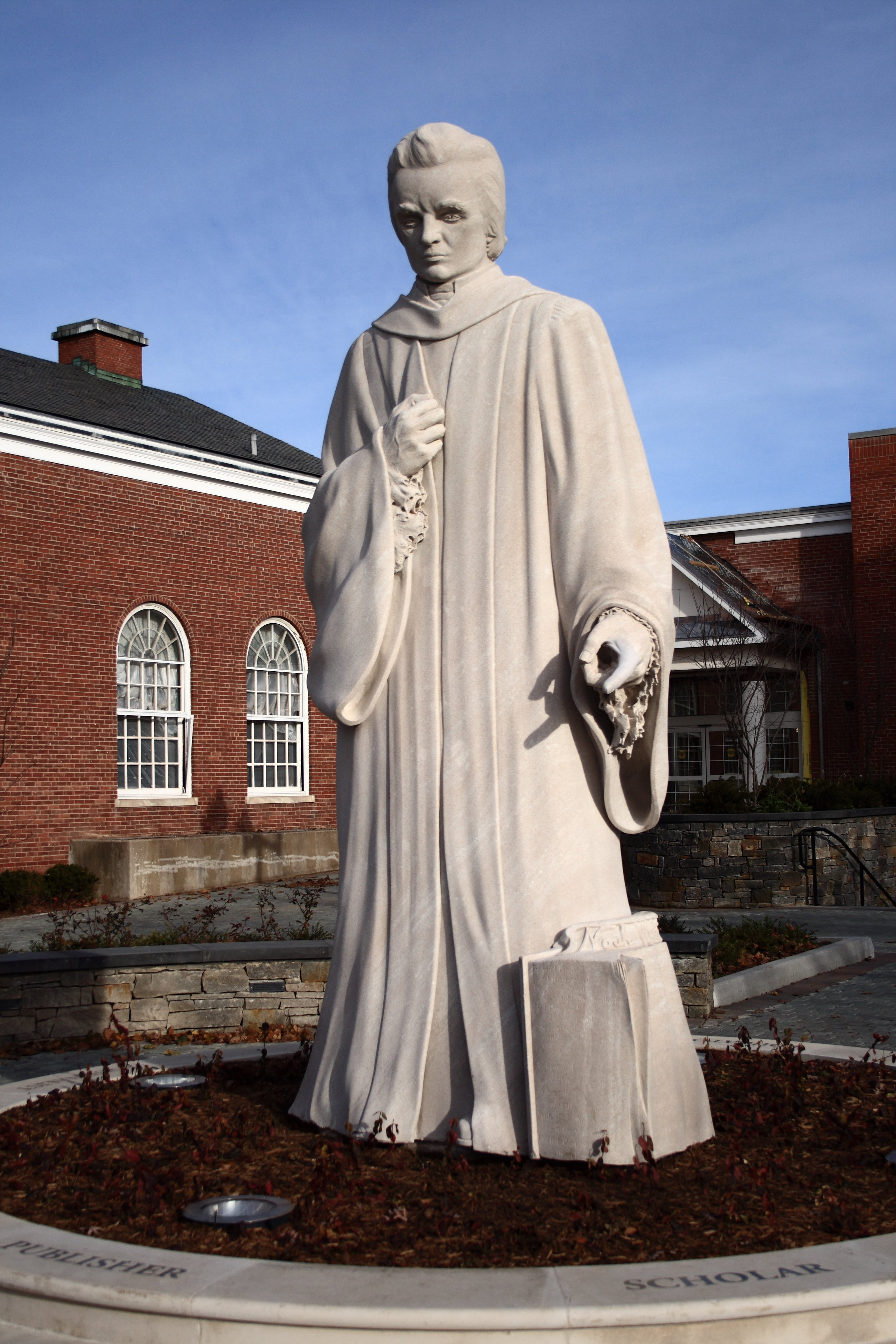
ノア・ウェブスター、ウェストハートフォード在住の彫刻家コルサク・ジオルコウスキーが制作

- マヌート・ボル（1962年–2010年）、NBAバスケットボール選手、ワシントン・ブレッツ他
- ベン・ボーヴァ、SF作家、編集者
- ジョン・フランクリン・エンダース、医学者、ポリオワクチン開発に大きく貢献したことで、1954年ノーベル生理学・医学賞受賞
- エドワード・ローレンツ、数学者、気象学者、カオス理論のパイオニア、ストレンジアトラクター概念の発明者、「バタフライ効果」という言葉を有名にした
- エドワード・モーリー、物理学者、マイケルソン・モーリーの実験で知られる、1907年にノーベル物理学賞を受賞
- ノア・ウェブスター、辞書編纂者、聖書の翻訳者、綴りの改良者

### コナード高校卒業生
- マーカス・キャンビー、プロのバスケットボール選手、コナード高校に入学したがハートフォード高校を卒業した

### ホール高校卒業生
- チャーリー・カウフマン、脚本家、『エターナル・サンシャイン』でアカデミー脚本賞受賞、他に『アダプテーション』、『マルコヴィッチの穴』
- ブラッド・メルドー、ジャズ・ピアニスト
- ロジャー・スペリー（1913年–94年）、神経心理学者、分離脳の研究で1981年にノーベル生理学・医学賞受賞

## 見どころ

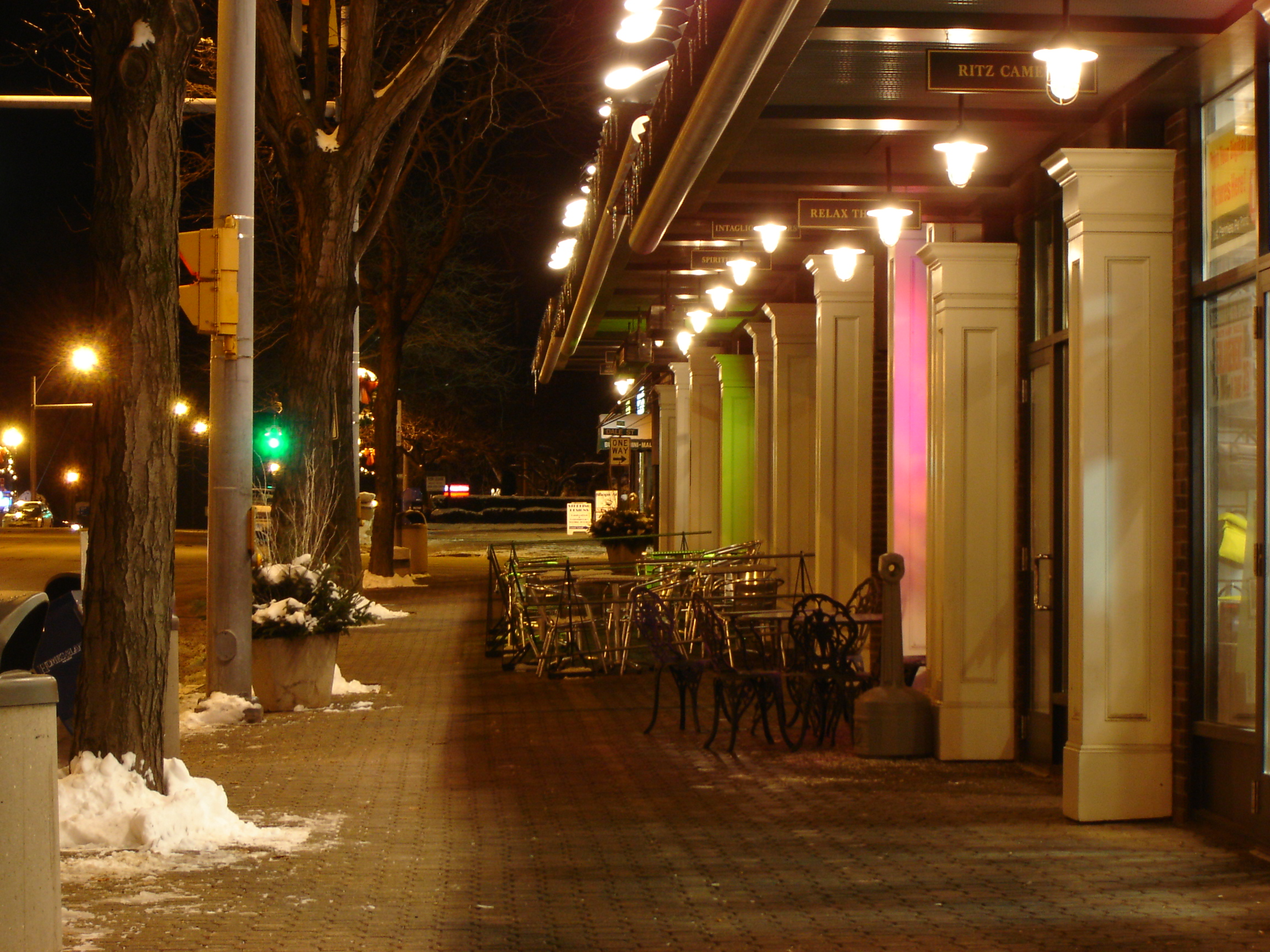
夜の中心街

- ビショップス・コーナー
- ブルーバック広場
- エリザベス公園
- エルムウッド
- ファーン公園
- ノア・ウェブスター邸
- パーク道路
- ウェストハートフォード・センター
- ウェストファームズ・モール
- ウェストムーア公園